# Ablativo (gramática)
El ablativo (griego clásico: ἀφαιρετική πτῶσις; griego moderno: αφαιρετική πτώση; latín: Ablativus) es, en lingüística, un caso gramatical que indica generalmente las circunstancias de lugar, de tiempo, de modo, de causa, de agente, etc., expresadas en español mediante las preposiciones en, por, con, sin, sobre, etc. Por ejemplo: En el jardín hay flores, Murió por la patria, etc. Es decir, que el ablativo suele indicar la función sintáctica de complemento circunstancial. Algunos pronombres personales del español tienen formas ablativas, como mí, ti, sí, conmigo, contigo, consigo; en el resto de los pronombres, estas coinciden con la forma del nominativo-vocativo (tú/vos, él, ella, tú/usted, nosotros, etc.)
El ablativo se emplea en lenguas flexivas: indoeuropeas como el latín o el sánscrito; lenguas urálicas como el finés o el húngaro; lenguas altaicas como el turco, o incluso en el vasco.
Su nombre viene del latín ablatiuus, a su vez de ablatum, forma de supino del verbo auferre "quitar, apartar"; ya que en esta lengua existía dicho caso que en ciertos contextos tenía el sentido de lugar de donde se quita o aparta algo.  Este caso existía en latín, no así en griego clásico.  

## En latín
El ablativo latino combinó, por medio del sincretismo, el sentido del caso ablativo estricto (que indica «desde», procedencia), con el de instrumental (que indica «por» en construcciones pasivas o «con») y a veces el del locativo (que indica "en"). Secundariamente se han desarrollado otras especializaciones del ablativo, como por ejemplo el "ablativo de causa" (que indica al «causante») o el "ablativo de tiempo" (que indica el «momento», derivado del locativo), el ablativo que indica el término con que se compara y el ablativo absoluto.
Ejemplos. En latín tenemos:
Nominativo: rosa '[la/una] rosa', mons '[el] monte'.
Ablativo sing: rosā 'por/con... [la] rosa', monte 'por/con/por causa de... [el] monte'.
Ablativo plural: rosīs 'por/con... [las] rosas', montibus 'por/con/por causa de... [los] montes'.
A propósito del ablativo, dice Monlau: «Este caso de la declinación es exclusivamente propio del latín; ablatiuus proprius est romanorum, dice Prisciano; y le llamaron ablativo o quitativo, porque quita el valor de la preposición que va envuelta o comprendida en el dativo. Julio César, en medio de su guerra de las Galias, dictó en su tienda de campaña un tratado gramatical De Analogía, que dedicó a Cicerón, y en el cual se halla por primera vez el nombre ablativo para designar el sexto caso de la declinación latina, el cual no tenía nombre propio, porque no existe en la lengua griega».

## En finés
En finés (suomi), el caso ablativo es el sexto caso locativo. Su significado básico es «expresar el lugar (abierto) desde donde se produce un desplazamiento».
Ejemplo: en finés, el (sufijo -lta/-ltä): piha significa «jardín» -> pihalta «desde el jardín».
La reconstrucción interna ha probado que este caso, como otros casos lativos de finés, procede de la fusión de una marca locativa (*-l) más un separativo (*-ta). Por ejemplo si comparamos la formación de varios casos "secundarios" podemos ver que están formados por un elemento que indica si el tipo de locativo es interior o exterior (*-s / *-l) más una marca de separativo (*-ta) o locativo propiamente dicho *-na:
Casos locativos de interior:
Inesivo: kala-ssa 'en [el interior] del pez' < *kala-s-na.
Elativo: kala-sta 'fuera [del interior] del pez' < *kala-s-ta.
Casos locativos de exterior:
Adhesivo: kala-lla 'sobre [la superficie] del pez' < *kala-l-na.
Ablativo: kala-lta 'desde [la superficie] del pez' < *kala-l-ta.